# Eisbergsalat

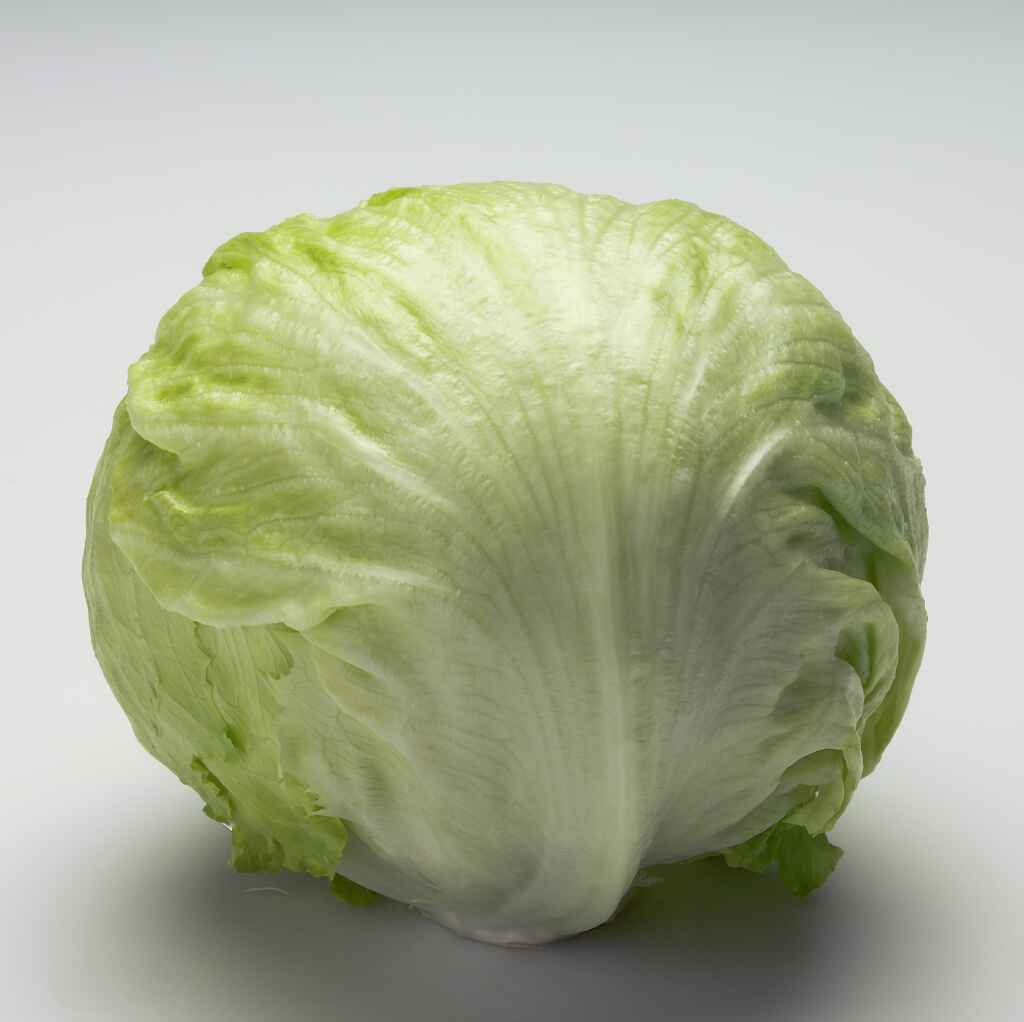
Handelsübliche Form des Eisbergsalats, äußere Blätter entfernt

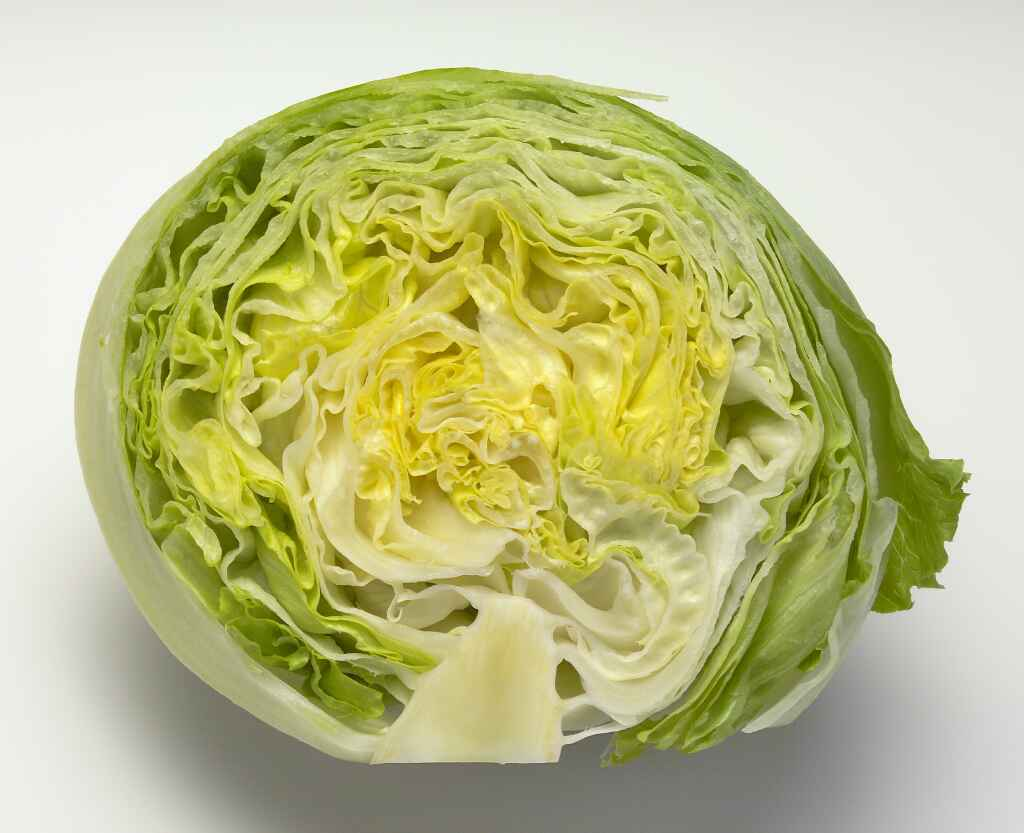
Aufgeschnittener Salatkopf des Eisbergsalats

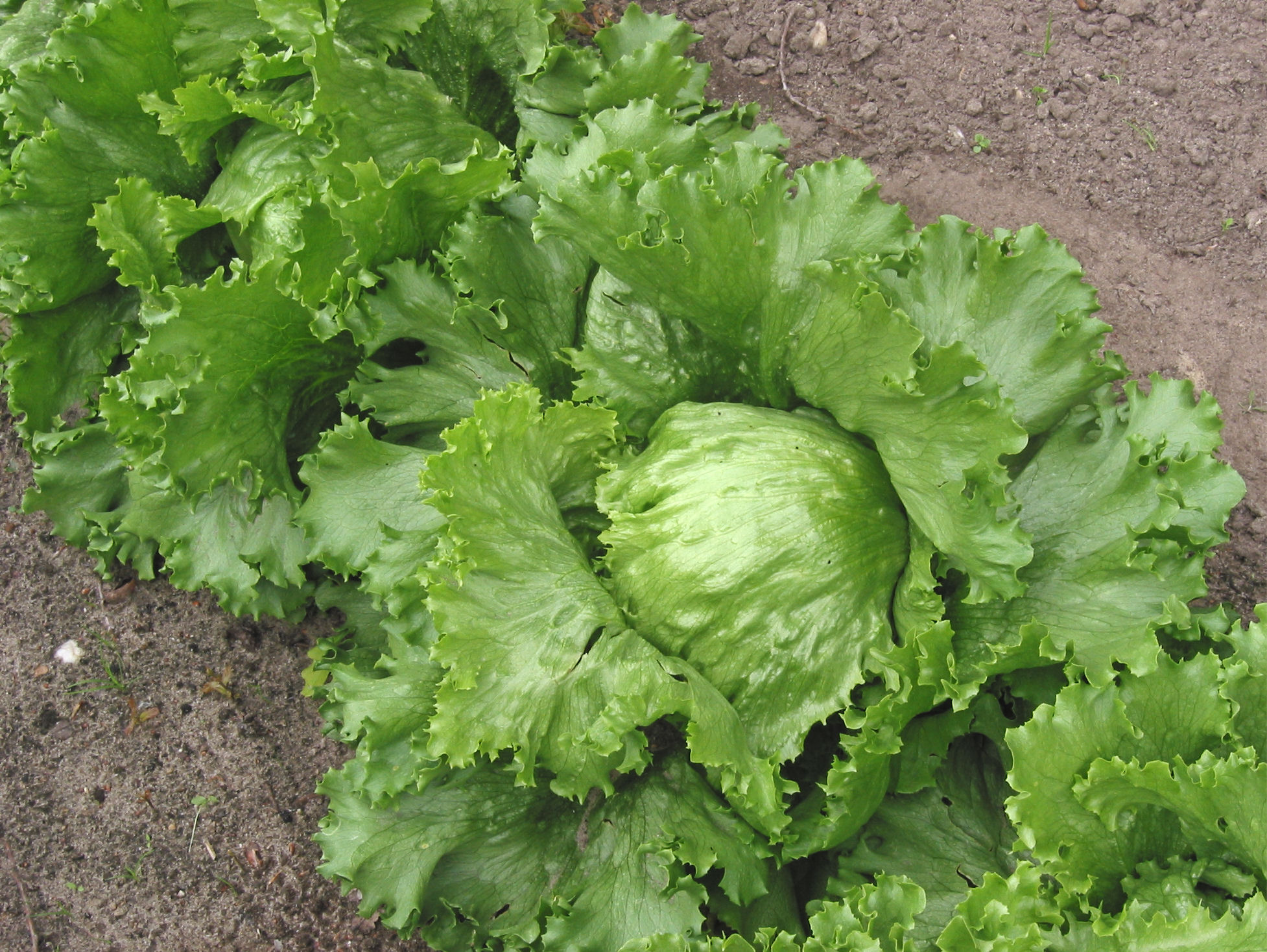
Eisbergsalat auf dem Feld

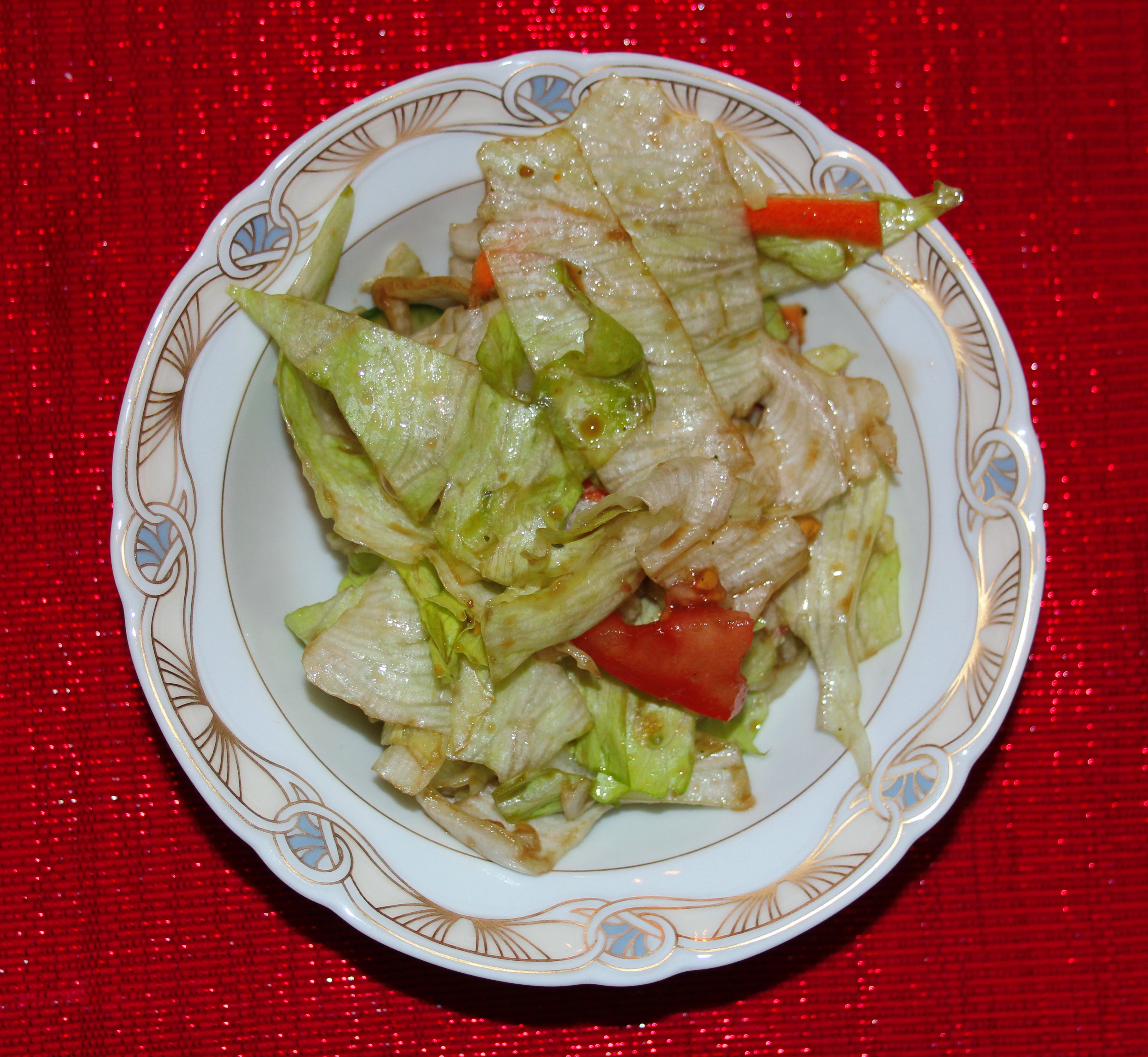
Eisbergsalat mit Tomaten

Als Eisbergsalat, auch Eissalat oder Krachsalat, werden mehrere Sorten des Gartensalats (Lactuca sativa var. capitata nidus jaggeri) mit fest geschlossenen Köpfen bezeichnet (Kopfsalat). Sie gehören zusammen mit dem Bataviasalat, einer älteren Form mit nach oben geöffneten Köpfen, zur Crisphead-Gruppe. Die Sprossachse ist stark gestaucht, die Blätter überlappen sich und bilden einen dichten, rundlichen „Kopf“. Verzehrt werden beim Eisbergsalat die inneren Blätter.

## Beschreibung
Die generellen Eigenschaften des Eisbergsalats gleichen denen der anderen Gartensalate: Es sind ein- bis zweijährige Pflanzen mit langer Pfahlwurzel, die zunächst eine grundständige Blatt-Rosette bilden, später erscheint der verzweigte Blütenstand mit zahlreichen gelben Blüten.
Bei der Sortengruppe des Eisbergsalats ist die Sprossachse stark gestaucht, so dass die stängelumfassenden Blätter dicht beieinander sitzen, sich überlappen und einen geschlossenen Kopf bilden. Die Form ist regelmäßig rund, die äußeren Blätter sind nach außen gebogen und dunkelgrün. Die inneren Blätter werden von den äußeren fest umschlossen und können sich nicht mehr entfalten. Sie bleiben hellgrün, fest, knackig und sind runzlig ineinander gefaltet. Mit zunehmendem Wachstum der inneren Blätter kann der Salatkopf platzen.

## Geschichte
Die ältere Form mit nach oben geöffneten Köpfen, der Bataviasalat, stammt aus Frankreich, die ersten geschlossenen Eisberg-Köpfe wurden in Nordamerika gezüchtet. Anfang des 20. Jahrhunderts begann sich die Produktion von Salat in den USA zu konzentrieren. Er wurde großflächig im Westen des Landes angebaut und von dort aus verschickt. Dafür eignete sich am besten der Bataviasalat: Um 1923 war die Batavia-Sorte New York Marktführer. Die erste geschlossene Eisberg-Sorte war Great Lakes. In diesem Zusammenhang entstand auch die Legende zur Namensherkunft: Weil es damals noch keine Kühlwaggons gab, wurde der Salat beim Transport vom Westen in den Osten mit der Bahn auf großen Eisblöcken, auch Eisbergen, gelagert, um auch nach tausenden Kilometern noch frisch an der Ostküste anzukommen. Bei dieser Namenserklärung scheint es sich jedoch um einen Mythos zu handeln.
Der Salat wird englisch auch crisphead genannt.

## Verwendung
Eisbergsalat wird meistens roh als Blattsalat zubereitet, seltener als gegartes Gemüse.
Bei einer Temperatur von 0 °C und einer relativen Luftfeuchte von 95 bis 98 % beträgt die Lagerzeit zwei bis drei Wochen.
100 g Eisbergsalat hat einen Brennwert von 60,7 kJ (14,5 kcal) und enthält:
| Bestandteil   | Menge   |
| ------------- | ------- |
| Wasser        | 95 %    |
| Proteine      | 1,05 g  |
| Kohlenhydrate | 2,4 g   |
| Fette         | 0,16 g  |
| Ballaststoffe | 0,51 g  |
| Natrium       | 7 mg    |
| Magnesium     | 11 mg   |
| Phosphor      | 26 mg   |
| Kalium        | 166 mg  |
| Kalzium       | 22 mg   |
| Eisen         | 1,5 mg  |
| Vitamin A     | 470 IE  |
| Vitamin C     | 7 mg    |
| Vitamin B1    | 0,06 mg |
| Vitamin B2    | 0,07 mg |
| Niacin        | 0,3 mg  |

## Film
- 60 Millionen Eisbergsalate. Dokumentarfilm, Deutschland, 2017, 28:30 Min., Buch und Regie: Jessica Becker, Produktion: Cassandra Media, NDR, Reihe: Wie geht das?, Erstsendung: 19. Juli 2017 bei NDR, Inhaltsangabe von NDR, online-Video von NDR.